# Mashable

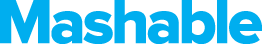

Mashable (Mashable Inc.) är en webbplats som grundades av Pete Cashmore 2005.

## Bakgrund och tillväxt
Mashable skapades i Pete Cashmores bostad i Aberdeen, Skottland, i juli 2005. Tidskriften Time noterade Mashable som en av de 25 bästa bloggarna 2009, och webbplatsen har beskrivits som "one stop shop" för sociala medier.